# Грубею (приток Тыкотловы)
Грубею (устар. Грубе-Ю) — река в Берёзовском районе Ханты-Мансийского АО. Устье реки находится в 16 км от устья Тыкотловы по левому берегу. Длина реки составляет 36 км.

## Данные водного реестра
По данным государственного водного реестра России относится к Нижнеобскому бассейновому округу, водохозяйственный участок реки — Северная Сосьва, речной подбассейн реки — Северная Сосьва. Речной бассейн реки — (Нижняя) Обь от впадения Иртыша.